# Siegburg
Siegburg est une ville de Rhénanie-du-Nord-Westphalie (Allemagne), située dans l'arrondissement de Rhin-Sieg, dans le district de Cologne, dans le Landschaftsverband de Rhénanie.
Elle est le chef-lieu de l'arrondissement de Rhin-Sieg.

## Histoire
| Appartenances historiques Comté de Berg 1186-1380 Duché de Berg 1380-1512 Abbaye impériale de Michaelsberg 1512–1676 Duché de Berg 1676-1806 Grand-duché de Berg 1806-1813 Royaume de Prusse (Province de Juliers-Clèves-Berg) 1815-1822 Royaume de Prusse (Province de Rhénanie) 1822-1918 République de Weimar 1918–1933 Reich allemand 1933–1945 Allemagne occupée 1945–1949 Allemagne 1949–présent |

Le 1er juin 1796 a lieu la Bataille de Siegburg, première de l'offensive française sur le Rhin par l’armée de Sambre-et-Meuse.

### Prison de Siegburg
La prison de Siegburg est connue pour avoir été une des prisons les plus dures, un terrible bagne (lieu de détention et de mort, par exemple, de l’espionne Louise de Bettignies en 1918).
Entre 150 et 200 Français y sont morts en 1945 des suites de conditions de détention effroyables. « Quand les Américains pénétrèrent dans Siegburg après de violents combats qui durèrent 10 jours, ils furent effarés par ce qu’ils découvrirent dans cette prison » peut-on lire dans le rapport du capitaine Segretain daté du 23 mai 1945 (conservé par les Archives Nationales).

## Jumelages
- Nogent-sur-Marne (France)
- Guarda (Portugal)
- Bolesławiec (Pologne)
- Selçuk (Turquie)
- Orestiáda (Grèce)
- Yuzawa (Japon)

## Monument
- Abbaye de Michaelsberg, fondée en 1064.

## Personnalités de Siegburg
- Engelbert Humperdinck, compositeur (1854-1921)
- Herm Dienz, peintre et graphiste (1891-1980)
- René Brecheisen (1904-1945), résistant français, y est mort en prison.
- Wolfgang Overath, footballeur (1943- )